# 아사쿠라 아즈미
아사쿠라 아즈미(일본어: 浅倉 杏美, あさくら あずみ, 1987년 2월 15일 ~ ), 본명 야마모토 아즈미(일본어: 山本 杏美, やまもと あずみ)는 아트비전 소속의 일본 여성 성우이자 아로마테라피스트다.

## 이력
아사쿠라 아즈미는 보이스 뉴타입 신인 오디션 2003년 여름 당시 컬럼비아 상을 수상했다. 마법선생 네기마!에서 오오코우치 아키라 역으로 데뷔했다.
2006년 9월 1일에 활동명을 본명인 야마모토 아즈미에서 아사쿠라 아즈미로 변경했다. 활동명 변경은 2010년 7월 4일 개최된 THE IDOLM@STER 5th ANNIVERSARY The world is all one !! 라이브 공연에서 하세 유리나의 하기와라 유키호 역을 대신 담당하게 됨과 동시에 발표되었다. 이후 아이돌마스터 시리즈의 하기와라 유키호 역으로 여러 앨범 녹음과 라이브 공연에 참가했다.

## 인물
세자매 중 첫째로, 여동생 둘은 일란성 쌍둥이다.
성우라는 직업을 알게 된 것은 슈퍼 패미컴판 달의 요정 세일러문을 통해서로, 게임의 설명서에는 세일러 전사를 연기한 5명의 성우의 좌담회가 실려 있었다. 이것을 읽고 장래에 게임 녹음을 하고 싶다고 생각하게 되었다.
아로마테라피가 취미이며, 자격증을 가지고 가게를 운영하고 있다.
2017년 8월 18일 라디오 우치다 씨와 아사쿠라 씨(内田さんと浅倉さん)와 블로그에서 결혼 사실을 발표했다.
2019년 5월 3일 블로그에서 임신 사실을 발표했으며, 이후 블로그에서 출산 사실을 발표했다.

## 출연작
- 굵은 글씨는 주연

### TV 애니메이션
2005년
- 마법선생 네기마! (2005년 ~ 2006년, 오오코우치 아키라)

2006년
- 채운국 이야기 (2006년 ~ 2007년, 금련)

2007년
- 뱀부 블레이드 (타카하시)
- 키라링☆레볼루션 (토모)

2008년
- 네오 안젤리크 어비스 (여학생)
- 노기자카 하루카의 비밀 (여학생 A)
- 카오스;헤드 (여자 A)
- 칸나기 (여학생)

2010년
- 다다미 넉 장 반 세계일주 (여자 A #2)

2011년
- 스켓 댄스 (세가와 후미)
- THE IDOLM@STER (하기와라 유키호[10])

2012년
- 작안의 샤나 III -FINAL- (라논시이)
- 중2병이라도 사랑이 하고 싶어! (2012년 ~ 2014년, 츠유리 쿠민[11][12])
- 하이스쿨 D×D (2012년 ~ 2018년, 아시아 아르젠토[13][14][15][16])

2013년
- 알바 뛰는 마왕님! (에메라다 에투바)
- 어떤 과학의 초전자포 (2013년 ~ 2020년, 쇼쿠호 미사키[17])
- 역시 내 청춘 러브코메디는 잘못됐다. (2013년 ~ 2020년, 시로메구리 메구리)

2014년
- 마법과고교의 열등생 (코바야카와 케이코)
- 스트라이크 더 블러드 (옥타비아 메이야)
- 악마의 리들 (이누카이 이스케[18])

2015년
- 와카바*걸 (코하시 오토하)
- 창궁의 파프너 EXODUS (마사오카 사키[19])

2016년
- 푸른 저편의 포리듬 (토비사와 미사키[20])

2017년
- UQ HOLDER! ~마법선생 네기마! 2~ (오오코우치 아키라)

2018년
- 비밀♥비밀의 에그엔젤 코코밍 (퐁퐁밍)

2020년
- 프린세스 커넥트! Re:Dive (아카리[21])

2021년
- 세븐나이츠 레볼루션: 영웅의 후계자 (여신 세라스)

### 극장 애니메이션
- 마법선생 네기마! (2011년, 오오코우치 아키라)
- 중2병이라도 사랑이 하고 싶어! (2013년 ~ 2018년, 츠유리 쿠민[22][23])
- THE IDOLM@STER MOVIE 빛의 저편에! (2014년, 하기와라 유키호[24])

### OVA
- 마법선생 네기마! (2006년 ~ 2010년, 오오코우치 아키라)
- 사랑해 스즈키 (2010년, 호시노 사야카)
- 하이스쿨 D×D (2012년 ~ 2015년, 아시아 아르젠토)
- THE IDOLM@STER SHINY FESTA (2014년, 하기와라 유키호)

### 웹 애니메이션
- 푸치마스! -PETIT IDOLM@STER- (2013년 ~ 2014년, 하기와라 유키호, 유키포)

### 게임
2005년
- 마법선생 네기마! (2005년 ~ 2007년, 오오코우치 아키라)

2011년
- THE IDOLM@STER 2 (하기와라 유키호)

2012년
- 엘크로네의 아틀리에 (메리엘라)
- THE IDOLM@STER SHINY FESTA (하기와라 유키호[25])

2013년
- 아이돌마스터 밀리언 라이브! (하기와라 유키호[26])
- 아이돌마스터 신데렐라 걸즈 (하기와라 유키호)
- 하이스쿨 D×D (아시아 아르젠토[27])

2014년
- 바하무트 - 배틀 오브 레전드 (플루메리아,[28] 에스트[29])
- 아이돌마스터 원 포 올 (하기와라 유키호[30])
- 하이스쿨 D×D NEW FIGHT (아시아 아르젠토[31])

2015년
- 대도서관의 양치기 -Library Party- (후지미야 사쿠야[32])
- 프린세스 커넥트! (카제미야 아카리)

2016년
- 아이돌마스터 플래티넘 스타즈 (하기와라 유키호[33])
- 푸른 저편의 포리듬 (토비사와 미사키[34])

2017년
- 아이돌마스터 밀리언 라이브! 시어터 데이즈 (하기와라 유키호)
- 아이돌마스터 스텔라 스테이지 (하기와라 유키호[35])

2018년
- 프린세스 커넥트! Re:Dive (아카리,[36] 카제미야 아카리)
- UQ HOLDER! ~마법선생 네기마! 2~ (오오코우치 아키라)

2020년
- 명일방주 (스펙터, 카디건)

2021년
- 아이돌마스터 스탈릿 시즌 (하기와라 유키호[37])
- 아이돌마스터 팝 링크스 (하기와라 유키호[38])

### 라디오
※은 인터넷 라디오
- 토라노아나 라디오 부 ~토라라지~ (2011년, 코믹 토라노아나※)
- THE IDOLM@STER STATION!!! (2011년 ~ 2013년, 라디오 오사카)
- 하이스쿨 D×D (2011년 ~ 2012년, HiBiKi Radio Station※)
- THE IDOLM@STER web 라디오 (2011년 ~ 2012년, 니코니코 동화※)
- 중2병이라도 사랑이 하고 싶어! (2012년 ~ 2014년, 온센※)
- 하이스쿨 RADIO×RADIO (2013년, HiBiKi Radio Station※)
- 우치다 씨와 아사쿠라 씨 (内田さんと浅倉さん) (2014년 ~ 2017년, 초!A&G+※)[39]
- THE IDOLM@STER STATION!!! (2014년 ~ 2018년, 니코니코 생방송※)
- 하이스쿨 D×D 스테이션 (2015년, HiBiKi Radio Station※)
- 푸른 저편의 포리듬 (2015년 ~ 2016년, 온센※)[40]